# Waha Leaf Creek
Waha Leaf Creek är ett vattendrag i Belize.   Det ligger i distriktet Toledo, i den södra delen av landet, 80 km söder om huvudstaden Belmopan.
I omgivningarna runt Waha Leaf Creek växer i huvudsak städsegrön lövskog. Runt Waha Leaf Creek är det mycket glesbefolkat, med 4 invånare per kvadratkilometer.